# Baqtyqoscha Ismuchambetow

Baqtyqoscha Ismuchambetow

Baqtyqoscha Salachatdinuly Ismuchambetow (kasachisch Бақтықожа Салахатдинұлы Ізмұхамбетов, russisch Бактыкожа Салахатдинович Измухамбетов; * 1. September 1948 in Koschalak, Kasachische SSR) ist ein kasachischer Politiker.

## Leben
Baqtyqoscha Ismuchambetow wurde 1948 im Dorf Koschalak im heutigen Audan Qurmanghasy im Gebiet Atyrau geboren. Er absolvierte 1971 das Staatliche Erdölinstitut im russischen Ufa. Er arbeitete anschließend in der Erdölwirtschaft und verbrachte von 1983 bis 1987 mehrere Jahre lang im Jemen. Von April 1987 an arbeitete er im kasachischen Forschungsinstitut für Erdöl.
Ab September 1991 war er im Ministerium für Geologie und Erhaltung der Bodenschätze auf verschiedenen Positionen beschäftigt. Zwischen 1993 und 2003 war er in verschiedenen kasachischen Unternehmen beschäftigt, darunter Kazakhturkmunai, KazMunayGas und KazMunayTeniz. Außerdem war er von Dezember 2003 bis Januar 2006 auch erster stellvertretender Minister für Energie und Bodenschätze. Am 19. August 2006 wurde er im Kabinett von Danial Achmetow zum Minister für Energie und Bodenschätze ernannt. Am 28. August 2007 wurde er zum Äkim (Gouverneur) von Westkasachstan ernannt. Diesen Poste hatte er bis zum 20. August 2012 inne und vom 15. August 2012 an war er Äkim des Gebietes Atyrau. Nach der Parlamentswahl 2016 wurde er als Abgeordneter in die Mäschilis gewählt und dort von den Abgeordneten zum Vorsitzenden gewählt.

## Persönliches
Baqtyqoscha Ismuchambetow ist verheiratet und hat zwei Kinder.